# Regió de Bernina

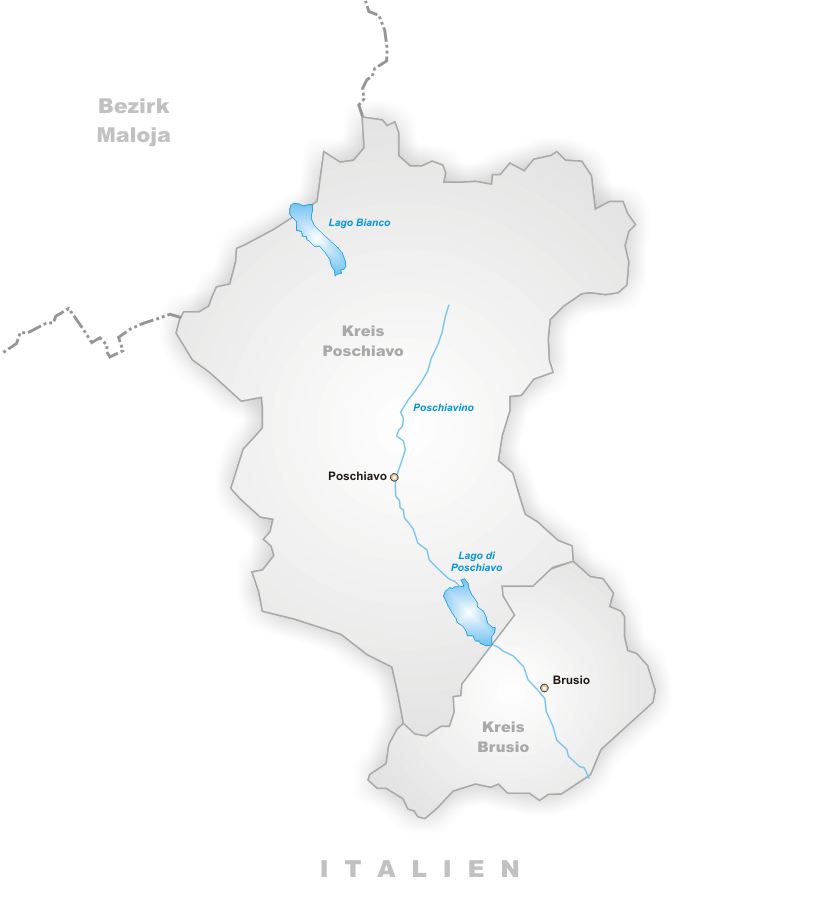
Municipis de la Regió de Bernina

La Regió de Bernina (prèviament anomenada Districte de Bernina) és un dels 11 districtes administratius del cantó dels Grisons a Suïssa. És un districte amb l'italià com a llengua oficial i està format per 2 municipis repartits en 2 cercles comunals. Té una superfície de 237.31 quilòmetres quadrats i una població de 4,651 persones (a 31 de desembre 2017).
El cap del districte és Poschiavo. El districte fou creat l'1 de gener de 2017 a partir d'una reorganització del Cantó.

## Municipis
| Cercle de Brusio | Cercle de Brusio | Cercle de Brusio     | Cercle de Brusio  | Cercle de Brusio |
| Escut            | Nom              | Població (Des. 2007) | Superfície in km² | Núm. OFS         |
| ---------------- | ---------------- | -------------------- | ----------------- | ---------------- |
| Brusio           | Brusio           | 1158                 | 46.29             | 3551             |

| Cercle de Poschiavo | Cercle de Poschiavo | Cercle de Poschiavo  | Cercle de Poschiavo | Cercle de Poschiavo |
| Escut               | Nom                 | Població (Des. 2007) | Superfície in km²   | Núm. OFS            |
| ------------------- | ------------------- | -------------------- | ------------------- | ------------------- |
| Poschiavo           | Poschiavo           | 3490                 | 191.01              | 3561                |